# Roc de les Cols
El Roc de les Cols és una muntanya de 898 metres que es troba entre els municipis de Cantallops i de la Jonquera, a la comarca catalana de l'Alt Empordà.